# Cube Zero
Cube Zero es una película de terror canadiense, escrita y dirigida por Ernie Barbarash en 2004. Es la tercera de las películas de Cube y precuela directa de El Cubo, su trama se basa en las dos anteriores en el sentido de que se trata principalmente de personas que se encuentran atrapados en un laberinto de habitaciones en forma de cubo, con algunas habitaciones con trampas mortales. Considerando que las dos primeras películas tienen lugar casi exclusivamente en el laberinto, Cube Zero tiene lugar dentro y fuera del laberinto, haciendo un uso significativo de las escenas al aire libre.

## Argumento
La película inicia con Ryjkin, un hombre atrapado en la misma situación de Alderson en El Cubo, quien tras entrar a una habitación blanquecina es rociado con lo que parece ser agua pero resulta ser una solución alcalina (o posiblemente un ácido, aunque no queda claro) y lo termina derritiendo, muriendo descarnado y convertido en una masa de materia viscosa, tras lo cual la película salta a los protagonistas. Wynn y Dodd (Zachary Bennett y David Huband) son un par de técnicos que son obligados a apretar botones y realizar diagnósticos para el sistema del cubo, pero Wynn se pone a cuestionar su propósito en el sistema, en especial porque ni siquiera recuerda por qué está ahí, aunque Dodd siempre le repite en frente y de manera déspota que no se meta con el sistema.
Ambos se encargan de grabar y recuperar los sueños y memorias de los prisioneros y vigilarlos (haciendo referencia al presentimiento de Rennes en El Cubo), mientras activan las trampas (tal y como hicieron con Ryjkin (Jasmin Geljo) al principio), desplazan los cubos y acatan órdenes con entretenimiento limitado pero basado en sus gustos ( por ejemplo, Dodd juega Ajedrez y Wynn dibuja)
A pesar de todo, Eric siente sospecha por la vigilancia y control que poseen los superiores y gerentes, la déspota actitud negligente de Dodd y la ausencia repentina de sus compañeros Owen (Tony Munch) y Chickliss. Durante una de sus jornadas, Wynn y Dodd se encargan de monitorear a Cassandra Rains (Stephanie Moore), una mujer a la que Eric se siente atraído y que con base en sus sueños, resulta ser separada a la fuerza de su hija, Anna (Alexia Filippeos). Rains, dentro del cubo, se encuentra junto a otros prisioneros: Bartok, Jellico, Meyerehold y Haskell (Richard McMillan, Terry Hawkes, Mike "Nug" Nahrgang y Martin Roach), todos ellos con un código de barras tatuado en la mano y con una camisa y su apellido, y sin un recuerdo de como llegaron ahí  y siquiera quienes son- en una estructura cúbica llena de habitaciones iguales, difiriendo en el color de iluminación y trampas mortales pero con una escotilla circular -, todos ellos avisan a Rains sobre las trampas presentes. Como método para desactivarlas, usan un rudimentario sistema usado en la primera película: una bota. Funciona en cierto punto hasta que Bartok entra en una habitación ámbar aparentemente segura, donde es destrozado por un alambre afilado, ante la horrorizada mirada de Rains.
Wynn, quien empieza a sentir atracción por ella y tiene la sensación de haberla visto, hurga discretamente en los papeles de los presos y descubre que ha sido metida a la fuerza al cubo, debido a su manifestación política contra el gobierno del país ubicado (desconocido, seguramente Canadá o Estados Unidos de América) el cual parece ser dictadorial.
Wynn hace un acuerdo con Dodd para razonar con los gerentes sobre la estancia de Rains y sobre una tercera salida auxiliar que conduce directo al exterior, pero antes de eso, los gerentes llaman y piden la ejecución de salida del prisionero Owen - el técnico -, quien al contrario de lo que Dodd había dicho, fue enclaustrado en el cubo.
Owen llega a la sala de escape, blanca y luminosa (Referenciando de nuevo a El Cubo, la primera película de la saga) pero que resulta ser una sala de ejecución, donde se hacen preguntas al fugitivo y, dependiendo de sus respuestas, se decide el destino del mismo. Dodd arrastra a la fuerza a Eric, convenciéndolo sobre su charla con los superiores y la estancia de Cassandra. La pregunta que determina la saluda es «¿Cree usted en Dios?», a la cual Owen responde «No». Wynn inseguro y ordenado por Dodd a apretar el botón de la consola de ejecución que dice "no" es finalmente obligado, y al hacerse, un incinerador se activa, matando a Owen y carbonizándolo para horror de Eric y descubriendo que Dodd solo lo uso para cumplir su trabajo (aclarando el posible destino final de Kazan en El Cubo).
Wynn arrepentido y consternado, escapa en el ascensor hacia el cubo a pesar de las advertencias de Dodd. Wynn entra en la habitación de escape del cubo. Dodd finalmente recibe la visita de los superiores, Jaxx (Michael Riley) 
y sus asistentes, Quigley y Finn (Diego Klattenhoff y Joshua Peace) quienes empiezan a perseguir a Wynn en el complejo. 
Mientras tanto, Cassandra y los demás usan cera de zapatos y su camisa para hacer un mapa de los cuadrantes basado en marcas de letras separadas por cimas, marcando que es un plano cartesiano y se remplazan por números en orden alfa-numérico. Pero poco después descubren que los cubículos se mueven, después de que Jellico desaparece junto a la habitación azul y deja una roja en su lugar. Jellico finalmente es inyectada por una trampa en forma de jeringa. Meyerehold, Rains y Haskelk la terminan encontrando moribunda pero con la mitad del rostro devorada y pide a súplicas ayuda, pero hiere a Meyerehold quien la avienta en el proceso y la mata rompiéndole el cuello accidentalmente. Wynn, quien resulta tener gran habilidad a la hora de hacer cálculos matemáticos, determina los cuadrantes y da con el grupo. En ese momento, se revela que Meyerhold se contagió de la bacteria adquirida por Jellico, por lo que es aventado por Haskell a un cubículo con una trampa de ondas sonoras. Al ser tan fuertes, explota en vida. Wynn finalmente se revela a sí mismo como parte de culpa e histeria. Revela la infección de Meyerehold y Jellico como una portadora de un virus come carne. Wynn es ubicado y revela su trabajo, pero Jaxx y sus asistentes lo descubren y comienzan a rodearlo de trampas como mallas, alambres, nitrógeno líquido, puntales extensibles entre otros. Finalmente empiezan a acorralar al grupo con un corto circuito. Dodd al darse cuenta de que Wynn lo apreciaba, decide ayudarlos, saboteando el sistema circuito y reiniciando el cubo. Wynn, Rains y Haskell deciden ir avanzando ya que el cubo se ha puesto en modalidad reinicio, sin trampas y todas las escotillas abiertas, pero al final incinerará a todo ser vivo dentro, quemándole y evaporándole. Dodd arranca el chip central pero es descubierto por Jaxx. Dodd rehúsa a darle el chip y se lo traga, y es paralizado y desollado por Jaxx, donde uno de sus asistentes lo coloca.
Haskell es un soldado usado para meter a la gente en el cubo, y al igual que el resto posee un neurotransmisor, el cual es activado y lo coloca en modo militar, violentamente. Rains y Wynn escapan a tiempo y encuentran la salida auxiliar. Tras un breve forcejeo con Haskell quien estaba en el techo, ambos logran salir y dejan a Haskell dentro donde es evaporado por la incineración. Jaxx desconfiado, manda a un equipo militar donde empiezan a cazar a Eric y a Cassandra, ya en el bosque (el cubo se ubica bajo el agua), Los soldados los atacan y Wynn se sacrifica dejando a Rains libre. Finalmente, descubre ya en el hospital que fue inducido bajo drogas para firmar un permiso, ser lobotomizado y ser introducido en el cubo. A pesar de su resistencia, se alegra por el escape de Cassandra y es lobotomizado, donde sueña con ella reencontrándose con su hija. Finalmente se introduce en el cubo nuevamente, afectado mentalmente y encontrándose con nuevos prisioneros: Chandler, McCaw y Smith (Sandy Ross, Ashley James y Dino Bellisario. La película termina con Wynn demostrando un complejo de mentalidad igual al de Kazan en El Cubo, indicando su posible origen y discapacidad mental.

## Reparto

### Atrapados en el cubo
- Zachary Bennett como Eric Wynn, un técnico del Cubo. Él se cuestiona el porqué están ahí, e imagina con poder salir. Posee gran inteligencia, que queda mermada al final de la película con una intervención quirúrgica. Tras escapar, es recapturado y devuelto al cubo, donde, tras una lobotomia, lo convierten en un retrasado mental, al igual que lo que probablemente sucedió con el personaje principal de la primera película de Cube.
- Stephanie Moore como Cassandra Rains, una manifestante política atrapada en el Cubo. De comportamiento rebelde, con ayuda de Wynn logra escapar y sobrevive para reencontrarse con su hija Anna.
- Martin Roach como Robert P. Haskell, un soldado empleado para llevar a la gente al Cubo, es controlado con un chip en su cerebro. Séptimo en morir. Muere por vaporización.
- Mike "Nug" Nahrgang como Meyerhold, un joven atrapado en el Cubo. Quinto en morir. Muere por una bacteria carnívora (contagiada por Jellico) y la implosión corporal provocada por la alta frecuencia sonora, luego de ser arrojado a un cubo con trampa por Haskell.
- Terri Hawkes como Jellico, una mujer atrapada en el Cubo. Cuarta en morir. Muere por una bacteria carnívora (inyectada) y una fractura en el cuello, luego de un empujón involuntario de Meyerhold.
- Richard McMillan como Bartok, un hombre atrapado en el Cubo. Segundo en morir. Muere por ser cortado en pedazos por alambres de púas.
- Tony Munch como Owen, un técnico metido en el Cubo. Tercero en morir. Muere por un lanzallamas al salir del cubo.
- Jasmin Geljo como Ryjkin, un hombre atrapado en el Cubo. Primero en morir. Su deceso se produce por saponificación después de ser rociado con una solución alcalina.

### Fuera del Cubo
- David Huband como Dodd, un técnico del Cubo. Sexto en morir. Asesinado por Jax cuando lo desolla para extraerle el chip que se había tragado, intentando ayudar a Wynn en su escape.
- Michael Riley como Jax, un técnico de nivel superior del Cubo.
- Joshua Peace como Finn, asistente de Jax.
- Diego Klattenhoff como Quigley, asistente de Jax.
- Alexia Filippeos como Anna, hija de Cassandra.
- Fernando Cursione como Doctor.
- Araxi Arslanian como Doctora.
- Sandy Ross como Chandler.
- Dino Bellisario como Smith.
- Ashley James como McCaw.

- Datos: Q676435